# 福爾摩斯：恐怖之聲
《福爾摩斯：恐怖之聲》（英語：Sherlock Holmes and the Voice of Terror）是1942年的美國上映的電影，本片由貝錫·羅斯本主演的「福爾摩斯系列電影」的其中一部，是首度將福爾摩斯帶入恐怖的納粹陰謀的電影。

## 劇情
二戰時期的英國，正陷入了最動盪不安的時期，一座不明出現的電台「恐怖之聲」，持續播報著納粹德國對英國造成的不利的威脅，使得人心惶惶、軍心下降，當局對恐怖之聲發布的大事件無法控制，也遲遲無法逮到動亂份子，無奈之下只得與福爾摩斯跟華生請求合作⋯⋯。

## 演員
- 夏洛克·福爾摩斯：貝錫·羅斯本
- 約翰·華生醫生：奈傑爾·布魯斯
- 凱蒂：伊夫林·安凱斯
- 阿爾弗雷德·勞埃德爵士：亨利·丹尼爾
- R·F·米德：托馬斯·戈麥斯
- “恐怖之聲”播報音: Edgar Barrier

## 外部連結
- 互联网电影数据库（IMDb）上《福爾摩斯：恐怖之聲》的资料（英文）
- AllMovie上《福爾摩斯：恐怖之聲》的资料（英文）
- TCM电影资料库上《福爾摩斯：恐怖之聲》的资料（英文）
- Sherlock Holmes and the Voice of Terror （页面存档备份，存于）